# Glyphipterix argyroguttella
Glyphipterix argyroguttella is een vlinder uit de familie parelmotten (Glyphipterigidae). De wetenschappelijke naam is voor het eerst geldig gepubliceerd in 1885 door Ragonot.
De soort komt voor in Europa.